# Diecezja Raleigh
Diecezja Raleigh – (łac. Dioecesis Raleighiensis, ang. Roman Catholic Diocese of Raleigh) – rzymskokatolicka diecezja ze stolicą w Raleigh, w stanie Karolina Północna, we wschodniej części Stanów Zjednoczonych.
Jest częścią regionu XIV (FL, GA, NC, SC). Terytorium diecezji obejmuje 54 hrabstwa we wschodniej części stanu Karolina Północna.

Diecezja została ustanowiona 12 grudnia 1924 konstytucją apostolską Omnium Ecclesiarum sollicitudo przez papieża Piusa XI, a ks. William Joseph Hafey zainstalowany jako pierwszy biskup Raleigh.

## Biskupi diecezji Raleigh
- William Joseph Hafey (1924-1937)
- Eugene Joseph McGuinness (1937-1944)
- Vincent Stanislaus Waters (1945-1974)
- Joseph Gossman (1975-2006)
- Michael Burbidge (2006-2016)
- Luis Rafael Zarama (od 2017)

## Podział administracyjny diecezji
W diecezji znajduje się 78 parafii zorganizowanych w 8 następujących dekanatów:
- Dekanat Albemarle
- Dekanat Cape Fear
- Dekanat Fayetteville
- Dekanat New Bern
- Dekanat Newton Grove
- Dekanat Piedmont
- Dekanat Raleigh
- Dekanat Tar River